# 測量法
測量法（そくりょうほう、昭和24年法律第188号）は、測量を正確かつ円滑に行うことに関する日本の法律である。
基本測量および公共測量の定義、測量標の設置および保守、測量業務に携わる測量士や測量士補等の国家資格、成果物の取扱い、測量業者の登録、罰則など、測量全般の取決めを行っている。

## 最近の改正状況
2001年以降の主な改正事項としては、次のものがある。
平成14年4月1日、「測量法及び水路業務法の一部を改正する法律」（平成13年法律第53号）の施行により、測量の基準となる測地系が日本測地系から世界測地系への改正。
平成20年4月1日、「測量法の一部を改正する法律」（平成19年法律第55号）の施行により次の改正。
- 地図等の基本測量の測量成果のインターネットによる提供の実施
- 測量成果の複製承認手続に関する規制の緩和
- 公共測量成果の複製・使用承認申請のワンストップ化
- 測量に関する永久標識又は一時標識の設置等の際の公表等

令和7年4月1日、「公共工事の品質確保の促進に関する法律等の一部を改正する法律」（令和6年法律第54号）の施行により次の改正。
- 技術の進展に対応した担い手（測量士・測量士補）の確保
  - (1) 「養成施設」の要件の見直し
  - (2) 現行の有資格者と同等以上の知識及び技能を有する者への測量士・測量士補資格の付与
  - (3) 測量士・測量士補資格の在り方の検討
- 測量成果等の提供の電子化
- 測量業の登録に関する暴力団排除規定の整備

## 構成
- 第1章 総則（第1条 - 第11条）
- 第2章 基本測量（第12条 - 第31条）
- 第3章 公共測量（第32条 - 第45条）
- 第4章 基本測量及び公共測量以外の測量（第46条・第47条）
- 第5章 測量士及び測量士補（第48条 - 第54条）
- 第6章 測量業者（第55条 - 第59条）
- 第7章 補則（第59条の2 - 第60条）
- 第8章 罰則（第61条 - 第66条）
- 附則
- 別表
  - 別表第1（第51条の4関係）
  - 別表第2（第51条の4関係）

※別表は令和7年4月1日改正法施行で削除となる。

## 前身
前身は陸地測量標条例（明治二十三年法律第二十三号）。1890年（明治23年）3月26日施行で、測量法の施行により廃止された。ただし、陸地測量標条例に基づく基本測量の成果、測量記録および測量標は、測量法に基づく基本測量のそれとみなされる（制定附則第5項）。